# Mudashiru Lawal
Mudashiru Babatunde Lawal, né le 8 juin 1954 à Abeokuta et mort le 6 juillet 1991 à Ibadan, est un footballeur nigérian (milieu de terrain). 

## Biographie
Il est le recordman des sélections en équipe du Nigeria avec 86 capes (12 buts) entre 1976 et 1984. Avec les Super Eagles, il a remporté la Coupe d'Afrique des nations en 1980. Il fut aussi le premier joueur africain à être présent lors de 5 CAN consécutives, de 1976 à 1984. Il a joué presque toute sa carrière avec les Shooting Stars.